# Hoshihananomia gacognei
Hoshihananomia gacognei es una especie de coleóptero de la familia Mordellidae.

## Distribución geográfica
Habita en  Europa.